# Jairo Moreno
Jairo Moreno (15 de novembro de 2001) é um judoca salvadorenho. Competiu nos Jogos Olímpicos de Verão de 2024.